# AS Trenčín
AS Trenčín is een Slowaakse voetbalclub uit Trenčín, die werd opgericht in 1992. Momenteel speelt AS Trenčín in de Niké Liga, de hoogste Slowaakse voetbalcompetitie. De club speelt haar thuiswedstrijden in Štadión na Sihoti met een capaciteit van 3.500.

## Geschiedenis
AS Trenčín werd in 1992 opgericht als Ozeta Trenčín en mocht het starten in de derde klasse van het toenmalige Tsjechoslowakije waar de club in de middenmoot eindigde, één plaatsje onder TTS Trenčín, waar de club later mee fuseerde. De club speelde in het seizoen 1997/98 voor het eerst in de hoogste klasse van Slowakije en eindigde meteen op de vierde plaats. In de volgende seizoenen werd nog drie keer de vijfde plaats behaald tot 2002/03 toen de club net aan degradatie ontsnapte. In 2006/07 werd de club laatste in de competitie maar degradatie werd via een eindronde beslist waaraan ook tweedeklassers deelnamen. Trenčín eindigde als vierde van acht clubs en kon zich net redden, ten koste van Inter Bratislava.
In 2007 werd de Nederlandse oud-voetballer en -international Tscheu La Ling eigenaar van de club waarna het in 2007/08 een samenwerkingsverband aanging met de Nederlandse hoofdklasser TONEGIDO. Drie spelers van die club (Danny van der Ree, Angelos Chanti en Prince Addai) maakten de overstap naar AS Trenčín. AS Trenčín degradeerde aan het einde van dat seizoen en het samenwerkingsverband werd opgezegd.
In 2011 werd de club kampioen van de Slowaakse Eerste Divisie en promoveerde weer naar de hoogste afdeling. Vanaf dat moment ging het stroomopwaarts met de club. Door in het seizoen 2012/13 als derde te eindigen mocht Trenčín het seizoen daarop haar debuut maken in Europa. In de UEFA Europa League wist Trenčín het Zweedse IFK Göteborg te verslaan over twee wedstrijden waarna het in de 3e voorronde verloor van FC Astra Giurgiu. Eind 2012 sloot AS Trenčín een samenwerkingsverband met AFC Ajax, de club waar Tscheu La Ling 7 jaar heeft gespeeld, van 1 juli 1975 tot en met 20 juli 1982. Na de derde plaats wist Trenčín het in seizoen 2013/14 nog beter te doen door als tweede, achter achtvoudig kampioen Slovan Bratislava, te eindigen. Het seizoen 2014/15 verliep eveneens goed voor Trenčín. Op 1 mei 2015 wist het de Slowaakse beker te winnen door in de finale FK Senica na strafschoppen te verslaan. Op 20 mei 2015 verzekerde AS Trenčín zich van de dubbel; het werd voor de eerste maal in de historie kampioen van Slowakije. Het verzekerde zich daarmee van de voorronde Champions League waarin het zijn debuut zal maken. Op 9 augustus 2018 won het in de 3e kwalificatieronde van de Europa Leaugue met 4-0 van Feyenoord.

## Selectie
| Nr.         | Nat.                | Naam                    | Contract tot     | Geboortedatum    | Vorige club        |
| ----------- | ------------------- | ----------------------- | ---------------- | ---------------- | ------------------ |
| Doelmannen  |                     |                         |                  |                  |                    |
| 30          | Vlag van Slowakije  | Matus Slavicek          | Jeugd            | 11 Juli 2003     | AS Trencin         |
| 86          | Vlag van Kaapverdië | Josimar Jose Evora Dias | 29 juni 2022     | 3 Juni 1986      | AEL Limasol        |
| 99          | Vlag van Slowakije  | Michal Kukucka          | 30 juni 2024     | 12 April 2002    | AS Trencin         |
| Verdediging |                     |                         |                  |                  |                    |
| 2           | Vlag van Slowakije  | Samuel Bagin            | 31 December 2024 | 8 Februari 2004  | AS Trencin         |
| 3           | Vlag van Slowakije  | Roman Seben             | 31 mei 2025      | 9 Maart 2003     | AS Trencin         |
| 4           | Vlag van Slowakije  | Samuel Kozlovsky        | 30 juni 2025     | 19 November 1999 | Slovan Bratislava  |
| 13          | Vlag van Nigeria    | Kingsley Madu           | 30 juni 2023     | 12 December 1995 | Odense BK          |
| 15          | Vlag van Servië     | Lazar Stojsavljevic     | 30 juni 2024     | 5 Mei 1998       | Vojvodina          |
| 19          | Vlag van Kaapverdië | Kelvin Pires            | 30 juni 2023     | 5 Juni 2000      | Batuque            |
| 22          | Vlag van Cyprus     | Strahinja Kerkez        | 30 juni 2023     | 13 December 2002 | LASK               |
| 32          | Vlag van Slowakije  | Simon Micuda            | 30 juni 2024     | 28 Januari 2004  | AS Trencin         |
| 35          | Vlag van Nigeria    | Reuben Yem              | 30 juni 2023     | 29 Oktober 1997  | KAA Gent           |
| 81          | Vlag van Slowakije  | Lukas Duriska           | 30 juni 2023     | 16 augustus 1992 | Zaglebie Sosnowiec |
| Middenveld  |                     |                         |                  |                  |                    |
| 6           | Vlag van Nigeria    | Adewale Oladoye         | 30 Mei 2023      | 25 augustus 2001 | KAA Gent           |
| 8           | Vlag van Slowakije  | Artur Gajdos            | 30 juni 2025     | 20 januari 2004  | AS Trencin         |
| 10          | Vlag van Nederland  | Dabney Dos Santos       | 30 juni 2025     | 21 juli 1996     | FC Sheriff         |
| 18          | Vlag van Slowakije  | Sameul Lavrincik        | 30 juni 2023     | 10 juli 2001     | AS Trencin         |
| 20          | Vlag van Ghana      | Rahim Ibrahim           | 31 December 2023 | 10 juni 2001     | Accra Lions FC     |
| 23          | Vlag van Slowakije  | Dominik Holly           | 31 December 2024 | 11 November 2003 | AS Trencin         |
| 23          | Vlag van Slowakije  | Matus Kmet              | 30 juni 2026     | 27 juni 2000     | MFK Ruzomberok     |
| 31          | Vlag van Servië     | Filip Bainovic          | 30 juni 2023     | 23 juni 1996     | Gornik Zabrze      |
| Aanval      |                     |                         |                  |                  |                    |
| 7           | Vlag van Kaapverdië | Eynel Soares            | 30 juni 2023     | 25 oktober 1998  | SC Braga           |
| 9           | Vlag van Nigeria    | Chinonso Emeka          | 30 juni 2023     | 30 augustus 2001 | KAA Gent           |
| 11          | Vlag van Nigeria    | Philip Azango           | 30 juni 2023     | 21 Mei 1997      | KAA Gent           |
| 16          | Vlag van Slowakije  | Lubos Prazenka          | 30 juni 2023     | 20 jun I 2005    | AS Trencin         |
| 29          | Vlag van Servië     | Njegos Kupusovic        | 30 juni 2023     | 30 augustus 2001 | Türkgücü München   |
| 27          | Vlag van Slowakije  | Jakub Murko             | 30 Mei 2025      | 26 September2005 | AS Trencin         |
| 88          | Vlag van Nigeria    | Lekan Okunola           | 30 Mei 2025      | 4 augustus 2003  | Obazz FC           |

## Eindklasseringen
| 9 |

| 2 |

| 4 |

| 5 |

| 5 |

| 8 |

| 5 |

| 9 |

| 5 |

| 8 |

| 7 |

| 12 |

| 12 |

| 2 |

| 2 |

| 1 |

| 5 |

| 3 |

| 2 |

| 1 |

| 1 |

| 4 |

| 5 |

| 11 |

| 7 |

| 6 |

| 8 |

| 9 |

| 8 |

| 11 |

| Fortuna Liga |

| 1. liga |

| Fortuna Liga |

| 1. liga |

## In Europa
AS Trenčín speelt sinds 1966 in diverse Europese competities. Hieronder staan de competities en in welke seizoenen de club deelnam:
- Champions League (2x)

2015/16, 2016/17
- Europa League (6x)

2013/14, 2014/15, 2016/17, 2017/18, 2018/19, 2019/20
- Intertoto Cup (4x)

1998, 1999, 2000, 2002
- Mitropacup (2x)

1966, 1967/68

## Bekende (oud-)spelers
- Stanley Aborah
- Philippe van Arnhem
- Leon Bailey
- Menno Bergsen
- Kamil Čontofalský
- Juraj Czinege
- David Depetris
- Martin Fabuš
- Haris Hajradinović
- Gino van Kessel
- Karol Kisel
- Ryan Koolwijk
- František Kubík
- Martin Lipčák
- Stanislav Lobotka
- Kingsley Madu
- John Neeskens
- Danny van der Ree
- Moses Simon
- Martin Škrtel
- Joey Sleegers
- Thijs Sluijter
- Jozef Valachovič
- Wesley

## Trainer-coaches
- Rob McDonald (2007–2008)
- Vladimír Koník (2009)
- Adrián Guľa (2009–2013)
- Lubomír Nosický (2013)
- Martin Ševela (2013–2017)
- Ricardo Moniz (2018–2018)
- Stijn Vreven (2019-2021)
- Juraj Ančic (2021 a.i.)